# Sveriges geografi
Sverige ligger i Nordeuropa på den østlige del af den skandinaviske halvø. Landet deler landegrænser med Norge i vest, Finland i nordøst, samt Danmark i sydvest via Øresundsbroen. Landet har også maritime grænser til Estland, Letland, Litauen, Polen, Tyskland samt Rusland (Kaliningrad). De omgivende have er den Botniske Bugt og Østersøen i øst og syd, samt i sydvest Skagerrak, Kattegat og Øresund. Sverige udgør en del af det geografiske område Norden.
Sverige er en del af det Baltiske Skjold, hvilket sørger for en stabil geologi skånet for jordskælv og vulkaner. Terrænet er almindeligvis fladt eller med lave bakker, undtaget den Skandinaviske Bjergkæde langs grænsen til Norge.
Sverige har et oftest mildt tempereret klima med kolde vintre og kølige somre på trods af sin nordlige beliggenhed, hvilket skyldes varme fra Golfstrømmen. I det sydlige Sverige er løvtræer dominerende, i nord domineres landskabet af nåleskov og hårdføre birketræer. I Sveriges nordligste del, som er præget af fjelde, har landet et subarktisk klima. Nord for polarcirklen går solen ikke ned om sommeren, og midvinternætterne afbrydes kun af nogle få timers morgengry og skumring.
Øst for Sverige ligger Østersøen og den Botniske Bugt, der giver landet en lang kystlinje, hvilket også påvirket klimaet. I vest ligger den Skandinaviske Bjergkæde, der adskiller Sverige fra Norge. Siden 1700-tallet har grænsen til Norge fulgt bjergkædens vandskel nøje. Elvene i nord (de såkaldte norrlandselve) løber altså som regel mod øst, og kan ofte blive ganske brede.
Det sydlige Sverige, især den sydligste del med Skåne, er for en stor dels vedkommende landbrugsarealer, mens skove dækker større og større dele af det øvrige område. I det centrale Götaland rejser det smålandske højland sig dog. Befolkningstætheden er også større i de sydlige egne, særligt i Mälardalen og Øresundsregionen. I den sydlige del af landet løber mange vandløb ind midt i det sydsvenske højland mod alle verdenshjørner. Elvene bliver derfor lige så lange og store som i nord, hvilket også har betydning for landbrugsjorden.
Sveriges højeste bjerg er Kebnekaise i Lappland på 2.111 meter over havets overflade. De to markant største øer er Gotland og Öland i den sydøstlige del af landet og de to største søer Vänern og Vättern. Fra Treriksröset til Smygehuk er Sverige 1.572 kilometer lang.
Skov, vandkraft og jernmalm er vigtige naturressourcer.

## Geografiske yderpunkter
- Nord: Treriksröset, Kiruna, Norrbotten
- Syd: Smygehuk, Trelleborg, Skåne
- Vest: Stora Drammen, Strömstad, Bohuslän
  - På fastlandet: Ledsund, Strömstad, Bohuslän
- Øst: Kataja, Haparanda, Norrbotten
  - På fastlandet: Sundholmen, Haparanda, Norrbotten

## Byer
Stockholm er Sveriges hovedstad, og har 1.897.880 indbyggere i metroregionen; selve byen har 774.411 indbyggere.
Andre store byer efter indbyggertal:
- Göteborg (487.028)
- Malmö (272.634)
- Uppsala (183.911)
- Linköping (137.949)
- Västerås (132.344)
- Örebro (128.170)
- Norrköping (124.729)
- Helsingborg (122.349)
- Jönköping (121.229)
- Umeå (110.900)

Pr. første kvartal 2006.
Se også Sveriges byer.

## Statistik

### Geografiske koordinater
- 62°00' nord
- 15°00' øst

### Areal
- I alt: 449.964 km²
- Land: 410.934 km²
- Vand: 39.030 km² (cirka 10 procent)

### Grænser
- Landegrænser: Finland 586 km, Norge 1.619 km, i alt 2.205 km
- Kyststrækning: 3.218 km

### Laveste og højeste punkt
- Laveste: Uden for Kristianstad, -2,41 meter
- Højeste: Kebnekaise, 2.103 meter

### Midtpunkt
Flere steder gør krav på at være Sveriges geografiske midtpunkt:
- Bjerget Flataklocken i landskabet Medelpad
- Et sted i nærheden af Ytterhogdal i Hälsingland

## Naturresourcer
- Zink
- Jernmalm
- Bly
- Kobber
- Sølv
- Tømmer
- Uran
- Vandkraft

## Fodnoter
1. ↑  Läntmateriet: Visste du att... – Om längd och yta